# The End of Heartache
| Оценки критиков | Оценки критиков |
| Источник        | Оценка          |
| --------------- | --------------- |
| AllMusic        | [ 2 ]           |
| AbsolutePunk    | [ 3 ]           |
| Rock Hard (de)  | [ 4 ]           |

The End of Heartache (с англ. — «Конец сердечной боли») — третий студийный альбом американской мелодичной металкор-группы Killswitch Engage. Первый альбом с участием вокалиста Говарда Джонса из маткор-группы Blood Has Been Shed, а также барабанщика — Джастина Фоли из того же коллектива.

## Список композиций
| №                   | Название               | Длительность |
| ------------------- | ---------------------- | ------------ |
| 1.                  | «A Bid Farewell»       | 3:55         |
| 2.                  | «Take This Oath»       | 3:46         |
| 3.                  | «When Darkness Falls»  | 4:02         |
| 4.                  | «Rose of Sharyn»       | 3:36         |
| 5.                  | «Inhale»               | 1:15         |
| 6.                  | «Breathe Life»         | 3:18         |
| 7.                  | «The End of Heartache» | 4:58         |
| 8.                  | «Declaration»          | 3:01         |
| 9.                  | «World Ablaze»         | 5:00         |
| 10.                 | «And Embers Rise»      | 1:11         |
| 11.                 | «Wasted Sacrifice»     | 4:18         |
| 12.                 | «Hope Is...»           | 4:21         |
| Общая длительность: | Общая длительность:    | 42:36        |

| №   | Название                                                   | Длительность |
| --- | ---------------------------------------------------------- | ------------ |
| 13. | «Irreversal» (Re-Recorded Version)                         | 3:49         |
| 14. | «My Life for Yours»                                        | 3:34         |
| 15. | «The End of Heartache» (Resident Evil: Apocalypse Version) | 4:05         |
| 16. | «Life to Lifeless» (Live)                                  | 3:22         |
| 17. | «Fixation on the Darkness» (Live)                          | 3:40         |
| 18. | «My Last Serenade» (Live)                                  | 4:00         |

## Участники
- Говард Джонс — ведущий вокал
- Адам Дуткевич — ведущая гитара, бэк-вокал, продюсер, звукоинженер
- Джоуэл Стротцел — ритм-гитара, бэк-вокал
- Майк Д’Антонио — бас-гитара, дизайн, фотографии для обложки, макетирование
- Джастин Фоли — барабаны, перкуссия

## Позиции в чартах
Альбом
| Год  | Чарт                    | Позиция |
| ---- | ----------------------- | ------- |
| 2004 | The Billboard 200       | 21      |
| 2004 | Australian Albums Chart | 39      |

Синглы
| Год  | Сингл                  | Чарт                   | Позиция |
| ---- | ---------------------- | ---------------------- | ------- |
| 2004 | «The End of Heartache» | Mainstream Rock Tracks | 31      |